# Choeteprosopa cyaneiventris
Choeteprosopa cyaneiventris är en tvåvingeart som först beskrevs av Macquart 1846.  Choeteprosopa cyaneiventris ingår i släktet Choeteprosopa och familjen parasitflugor. Inga underarter finns listade i Catalogue of Life.